# Фенианская динамитная кампания
Фенианская динамитная кампания (англ. Fenian dynamite campaign) — кампания взрывов, организованная ирландскими республиканцами против Британской империи в период с 1881 по 1885. Кампания была связана с фенианством; ирландские революционные организации, стремившиеся к созданию независимой Ирландской республики; таких как Ирландское республиканское братство, Фенианское братство, Клан на Гаэль и Объединённые ирландцы Америки.
Кампания, возглавляемая Иеремией О’Донованом Россой и другими ирландцами, изгнанными в США, была формой асимметричной войны и нацелена на инфраструктуру, правительственные, военные и полицейские цели в Великобритании (особенно в столице). В результате терактов было ранено более 80 человек, один мальчик был убит, также были убиты три террориста во время нападения на Лондонский мост 1884 года.
Также, 30 мая 1884, в Лондоне были взорваны три бомбы, одна из них нанесла серьёзный ущерб Департаменту уголовного розыска и офису Специального Ирландского отделения Скотланд-Ярда. Кампания привела к созданию группы тайной полиции Special Branch (первоначально известной как Special Irish Branch).